# Big Boys
Big Boys est un groupe de punk hardcore américain, originaire d'Austin, dans le Texas. Il est l'un des pionniers du punk hardcore.

## Biographie
Big Boys est formé en 1979 à Austin, dans le Texas, avec Randy « Biscuit » Turner au chant, Tim Kerr à la guitare et Chris Gates à la basse. Les pricnipaux membres se connaissent depuis petits, une décennie avant la création du groupe. Au fil des années, le groupe compte cinq différents batteurs au total  ; Steve Collier, Greg Murray, Fred Schultz, Rey Washam, et Kevin Tubb. Le style punk hardcore se développe à travers plusieurs villes américaines dont Austin, à l'époque représenté par des groupes comme MDC, Big Boys, The Huns, The Skunks et The Dicks. Les concerts de Big Boys impliquaient souvent des batailles de nourriture. À la fin de leurs premiers concerts, le groupe concluait en criant « OK tout le monde, allez former votre propre groupe. » Le groupe se sépare en 1984.
En 2013, leur album Where's My Towel / Industry Standard est réédité par le label Light in the Attic Records.

## Membres
- Randy Turner - chant
- Tim Kerr - guitare
- Chris Gates - basse
- Rey Washam - batterie

## Discographie
- 1981 : Where's My Towel/Industry Standard
- 1983 : Lullabies Help The Brain Grow
- 1984 : No Matter How Long the Line at the Cafeteria, there's Always a Seat